# Гатище (Липецкая область)
Гати́ще — село Гатищенского сельсовета Воловского района Липецкой области.

## История
Возникло, видимо, в XVIII в. По сведениям 1866 г. отмечается село казенное Гатище, при ручье Сухое Гатище, 210 дворов.

## Название
Название — по месту прежней гати, насыпи для проезда.

## Население
| 2010 | 2012 |
| ---- | ---- |
| 481  | ↘475 |